# Crasna, Bârzula
Crasna (în ucraineană Красне, transliterat: Krasne) este un sat în comuna Valea Hoțului din raionul Bârzula, regiunea Odesa, Ucraina.

## Demografie
Componența lingvistică a localității Crasna
     Ucraineană (90,72%)
     Română (8,25%)
     Rusă (1,03%)
Conform recensământului din 2001, majoritatea populației localității Crasna era vorbitoare de ucraineană (90,72%), existând în minoritate și vorbitori de română (8,25%) și rusă (1,03%).